# Ареопаг
Ареопаг (на старогръцки: Ἄρειος πάγος, буквално – хълм на Арес) е орган на властта в Древна Атина, наречен по мястото си на заседаване (хълма на Арес), северозападно от Акропола. На хълма според преданията се е провел съдът над Арес заради убийството на сина на Посейдон. В трагедията Евмениди Есхил издига версия, според която хълмът е наречен в чест на Арес от амазонките, разположили на него лагера си по време на обсадата на Атина.
Ареопагът възниква в епохата на родово-общинния строй като съвет на старейшините още в царската епоха на Древна Атина и би могъл да се съотнесе с Герусията в Спарта или по-късния Римски Сенат. Състои се е от пожизнени членове (ареопагити), бивши архонти и тесмотети, добре познаващи законите. Има широки политически, съдебни, контролни и религиозни пълномощия. Главната му функция е да надзирава спазването на законите, както и да отсъжда по дела, свързани с убийства. Религиозно-съдебният ритуал на Ареопага оказва огромно въздействие върху атиняните още от най-дълбока древност, подхранвано от митовете и култа към Евменидите, богини на родовото кръвно отмъщение. Ареопагът разглежда и политически дела – престъпления, свързани с нарушения на демокрацията, опити за тирания, обвинения в безбожие и изобщо осъществява надзор над живота на гражданите..
С развитието на атинската демокрация започва ограничаване на властта на Ареопага. Реформата на Ефиалт от 462 пр.н.е. в голяма степен ликвидира ролята и влиянието му, като запазва само правото на наблюдение за спазването на законите, както и съдебните функции за някои углавни и религиозни престъпления.
От средата на IV век пр. Хр. престижът на Ареопага нараства отново и към времето на римското завладяване на Гърция институцията упражнява значителни административни, религиозни и образователни функции.